# Fotoukład II

Reakcje fotochemiczne fotosyntezy w membranie tylakoidu.

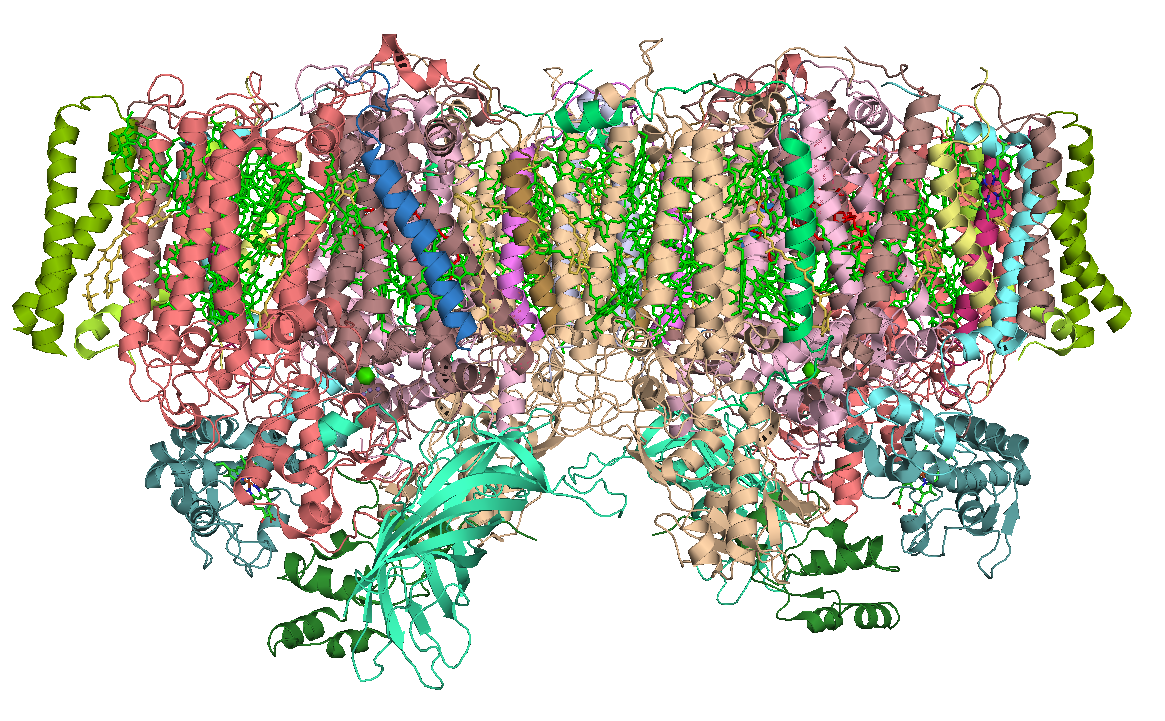
Fotoukład II sinic, Dimer, PDB 2AXT

Fotoukład II  – pierwszy kompleks białek w reakcji fotochemicznej fotosyntezy tlenowej. Zlokalizowany jest w tylakoidach roślin, glonów i sinic. W czasie fotosyntezy, enzymy zbierają fotony światła by wzbudzić elektrony, które są następnie przesyłane przez rozmaite koenzymy i kofaktory by zredukować plastochinon do plastochinolu. Wzbudzone elektrony w efekcie rozkładu wody wymieniane są na jony wodorowe i tlen cząsteczkowy. 
Przez zastąpienie elektronów, tymi jakie pochodzą z fotodysocjacji wody, fotoukład II otrzymuje elektrony potrzebne do wszystkich fotosyntez. Jony wodorowe (protony) powstałe przez utlenianie wody pomagają przy powstaniu gradientu protonowego potrzebnego podczas syntezy ATP której produktem jest ATP. Wzbudzone elektrony przesłane do plastochinonu ostatecznie użyte są do redukcji NADP+ do NADPH lub biorą udział w cyklicznej fosforylacji fotosyntetycznej.

## Struktura

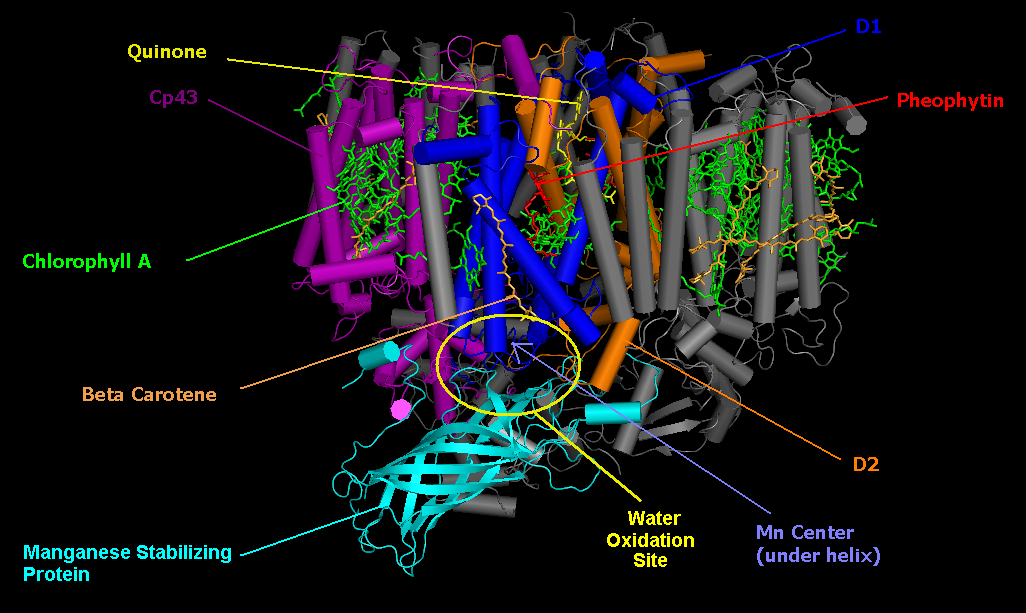
Fotoukład II sinic, Monomer, PDB 2AXT.

Rdzeń fotoukładu II składa się z pseudo-symetrycznego heterodimeru tworzonego przez dwa homologiczne białka D1 oraz D2. Inaczej niż centra reakcji wszystkich innych fotoukładów, u których występują specjalne dwójki umiejscowionych blisko siebie cząstek chlorofilu, pigment ulegający wstępnej separacji ładunku fotoindukcyjnego w fotoukładzie jest monomerem chlorofilu. Ponieważ dodatni ładunek nie jest dzielony pomiędzy dwie cząsteczki, zjonizowany pigment jest wysoce utleniony i może brać udział w fotolizie wody.
Fotoukład II (sinic i roślin zielonych) składa się z około 20 podjednostek (zależnie od  organizmu) tak samo jak współpracujące z nim białka zbierające światło. Każdy fotoukład II zawiera co najmniej 99 kofaktorów: 35 chlorofili a, 12 β-karotenów, 2 feofityny, 2 plastochinony, 2 żelazoporyfiny, 1 wodorowęglan,20 lipidów, klaster Mn
4CaO
5 (włączając dwa jony chlorowe), jeden nie-hemowy kation żelaza Fe2+ oraz prawdopodobnie dwa kationy wapnia Ca2+ na każdy monomer. Występują różne struktury krystaliczne fotoukładu II.  Kluczami dostępu PDB dla tych białek są: 3WU2, 3BZ1, 3BZ2 (3BZ1 i 3BZ2 są strukturami monomerycznymi dimeru fotoukładu II) 2AXT, 1S5L, 1W5C, 1ILX, 1FE1, 1IZL. 
| Podjednostki białka (tylko te z rozpoznaną funkcją) | |
| --------------------------------------------------- | --- |
| Podjednostka                                        | Funkcja                                                                                                   |
| D1                                                  | Białko centrum reakcji, wiąże się z chlorofilem p680, feofityna, β-karoten, centrum chinonowe i manganowe |
| D2                                                  | Białko centrum reakcji                                                                                    |
| CP43                                                | Wiąże się z centrum manganowym                                                                            |
| CP47                                                | |
| PsbO                                                | Białko stabilizujące mangan                                                                               |
| Koenzymy/Kofaktory                                  | |
| Cząsteczka                                          | Funkcja                                                                                                   |
| Chlorofil                                           | Absorbuje energię świetlną i przekształca ją na energię chemiczną                                         |
| β-karoten                                           | tłumi nadmiar energii fotoekscytacji                                                                      |
| Hem b559                                            | Protoporfiryna IX również zawiera żelazo                                                                  |
| Feofityna                                           | Wstępny akceptor elektronów                                                                               |
| Plastochinon                                        | Przenosi elektrony w błonie tylakoidu                                                                     |
| Centrum manganowe                                   | Znane także jako kompleks rozkładający wodę lub OEC                                                       |

## Kompleks rozkładający wodę (OEC)

Zaproponowana struktura centrum manganowego.

Kompleks rozkładający wodę stanowi miejsce rozkładu wody. Jest to klaster utworzony z utlenionych metali, na którego budowę składają się cztery jony manganowe (na +3 i +4 stopniu utlenienia) i jeden dwuwartościowy jon wapnia. W trakcie rozkładu wody, produkuje on tlen gazowy oraz protony, sekwencyjnie przenosi cztery elektrony pochodzące z wody do bocznego łańcucha tyrozyny (D1-Y161), a następnie do samego P680 (dimer chlorofilu). Struktura kompleksu rozkładającego wodę wciąż nie jest do końca zbadana. Struktury uzyskane dzięki rentgenografii strukturalnej są szczególnie dyskusyjne, od momentu uzyskania danych o redukcji atomów manganu przez silne promieniowanie rentgenowskie użyte podczas przeprowadzenia badań, zmieniające strukturę OEC. Wszelako krystalografia jako połączenie innych mniej inwazyjnych metod spektroskopowych jak np. EXAFSH i spektroskopia EPR daje dosyć przejrzysty obraz struktury klastra. Jedną z możliwości jest struktura zbliżona do kubanu. W 2011 roku, po przeprowadzeniu badań na poziomie 1,9 angstrema odkryto pięć atomów tlenu służących jako mostki tlenowe łączące pięć atomów metalu i cztery cząsteczki wody przyłączane do klastra Mn4CaO5; w każdym pojedynczym  monomerze fotoukładu II odnaleziono ponad 1300 cząsteczek wody, niektóre z nich tworzą rozległe sieci dzięki wykorzystaniu wiązań wodorowych, mogą one służyć jako kanały przesyłu protonów, wody lub cząsteczek tlenu.

## Rozkład wody
Fotosyntetyczny rozkład wody (lub uwalnianie tlenu) jest jedną z najważniejszych reakcji na naszej planecie, gdyż stanowi źródło niemal całego tlenu atmosferycznego. Co więcej,  fotosyntetyczny rozkład wody będący efektem działań człowieka, może wpłynąć na efektywność wykorzystania światła słonecznego jako alternatywnego źródła energii.
Mechanizm rozkładu wody nie jest w pełni wyjaśniony, znane są jednak liczne jego szczegóły. Rozkład wody do tlenu cząsteczkowego wymaga oderwania czterech elektronów i czterech protonów z dwóch cząsteczek wody. Dane doświadczalne uzyskane przez  Pierre Joliot wraz z innymi autorami pokazują, że tlen jest uwalniany w trakcie cyklicznej reakcji kompleksu rozkładu wody (OEC) wewnątrz fotoukładu II. Wykazali oni, że materiał fotosyntetyczny przystosowany do ciemności (rośliny wyższe, glony, sinice,) a wystawiony na serie pojedynczych impulsów światła, uwalnia tlen w typowych, cztero-okresowych wahaniach z maksimum przypadającym na trzecie i siódme naświetlanie i minimum przypadającym na pierwsze i piąte naświetlanie. Bazując na tym eksperymencie, Bessel Kok wraz ze współpracownikami wprowadził cykl pięciu przejściowych naświetleń zwanych stanami S, opisującymi cztery stany utlenienia (redox) kompleksu rozkładającego wodę. Kiedy zgromadzone są cztery równoważniki utleniaczy (w stanie S4) OEC powraca to stanu początkowego S0 jaki zachowuje podczas nieprzerywanej ciemności. Ostatecznie Jablonsky i Lazar zaproponowali wprowadzenie średnio-zaawansowanych stanów S będących mechanizmem regulacyjnym i łączącym stany S i tyrozynę Z.